# Museu John Lennon
Museu John Lennon (Jon Renon Myūjiamu) é um museu localizado no interior do Saitama Super Arena, em Chuo-ku, Saitama, Japão. 
O museu é famoso por preservar conhecimentos da vida musical e carreira de John Lennon e abriu em 9 de outubro de 2000, no 60º aniversário do nascimento de John Lennon.

## Ligação externa
- John Lennon Museum (JLM, Co., Ltd.) (em inglês)